# Supercoupe du Kenya de football
La Supercoupe du Kenya de football est une compétition de football opposant le champion du Kenya au vainqueur de la coupe du Kenya de l'année écoulée.

## Palmarès
| Année                | Vainqueur               | Résultat            | Finaliste               |
| -------------------- | ----------------------- | ------------------- | ----------------------- |
| 2009                 | Gor Mahia Football Club | 3-0                 | Mathare United          |
| 2010                 | Sofapaka Football Club  | 1-0                 | AFC Leopards            |
| 2011                 | Sofapaka Football Club  | 1-0                 | Ulinzi Stars            |
| 2012                 | Tusker Football Club    | 1-1 4-1 tab         | Gor Mahia Football Club |
| 2013 (pré-saison)    | Gor Mahia Football Club | 0-0 5-4 tab         | Tusker Football Club    |
| 2013 (fin de saison) | Tusker Football Club    | 1-1 5-3 tab         | Gor Mahia Football Club |
| 2014                 | Compétition annulée     | Compétition annulée | Compétition annulée     |
| 2015                 | Gor Mahia Football Club | 2-1                 | Sofapaka Football Club  |
| 2016                 | Bandari Football Club   | 1-0                 | Gor Mahia Football Club |
| 2017                 | Gor Mahia Football Club | 1-0                 | Tusker Football Club    |
| 2018                 | Gor Mahia Football Club | 1-0                 | AFC Leopards            |
| 2019                 | Kariobangi Sharks       | 1-0                 | Gor Mahia Football Club |
| 2020                 | Gor Mahia Football Club | 1-0                 | Bandari Football Club   |
| 2021                 | Tusker Football Club    | 1-1 8-7 tab         | Gor Mahia Football Club |